# 红光公园
红光公园，位于天津市河西区泰山路二师附小学校西侧，占地29公顷。红光公园始建于1950年代末。1982年7月，红光公园曾进行一次改造。2004年，红光公园将围墙周边经营性房屋全部拆除，并改建为透视性围墙。